# Oronte III
Oronte III (Երուանդ Գ, Yervand III in armeno; ... – 260 a.C.) fu un re di Armenia.
Durante il suo regno egli lottò per il controllo del regno di Sofene con Antioco II Teo; tale lotta sarebbe durata fino al 272 a.C. con la sconfitta di Oronte, che fu costretto a pagare un grande tributo, che incluse 300 talenti d'argento e 1000 cavalli e muli.
Oronte III morì in seguito nel 260 a.C., assassinato, anche se non è registrata l'istigazione del re Antioco II. Suo figlio, Sames di Sofene, continuò a governare a Sofene.

### Fonti antiche
- Diodoro Siculo 19,23; 31,19,4f.
- Polieno 4,8,3
- Appian Syriaca 55